# Funaria minuticaulis
Funaria minuticaulis är en bladmossart som beskrevs av William Walter Watts och Whitelegge 1906. Funaria minuticaulis ingår i släktet spåmossor, och familjen Funariaceae. Inga underarter finns listade i Catalogue of Life.